# Pascal Casolari
Pour les articles homonymes, voir Casolari.
Pascal Casolari, né le 10 novembre 1966 à  Aix-les-Bains, est un peintre et illustrateur français.

## Biographie
Diplômé des beaux-arts, Pascal Casolari mène une double carrière : celle de peintre et d'illustrateur de livres, et celle de concept designer pour la société de jeux vidéo Edengames. Il a notamment participé au design de jeux vidéo tels que Kya: Dark Lineage, Alone in the Dark et Test Drive 2 (Atari). Il vit dans la région de Lyon. Il exerce également le métier de professeur à l'ESMA Lyon depuis 2017.

## Publications

### Couverture de livre
- Le prince Du Néant 1, de Richard Scott Bakker, Pocket Science-fiction, 2009.
- Le prince Du Néant 2, de Richard Scott Bakker, Pocket Science-fiction, 2010.
- Le prince Du Néant 3, de Richard Scott Bakker, Fleuve noir, 2009.
- Les enfants De La Destinée 1, de Stephen Baxter, Pocket Science-fiction, 2009.
- Les enfants De La Destinée2, de Stephen Baxter, Pocket Science-fiction, 2009.
- Les enfants De La Destinée3, de Stephen Baxter, Pocket Science-fiction, 2010.
- La Nef Des Fous, de Richard Paul Russo, Pocket Science-fiction, 2009.
- Sous Des Cieux Etranges, de Lucius Shepard, Belial, 2010.
- La Pluie Du Sciécle, de Alastair Reynolds, Pocket Science-fiction, 2010.
- Le Second Cycle De Fondation, de Greg Bear, Gregory Benford, David Brin, Pocket Science-fiction, 2010.
- L'Impératrice De Mijak, de Karen Miller, Fleuve noir, 2010.

### Jeu vidéo
- Alone in the Dark, Atari, 2008.
- Titeuf : Mega Compet', Atari Europe S.A.S.U., 2004.
- Kya: Dark Lineage, Atari, 2003.
- Une faim de loup, Infogrames, 2001.
- Lucky Luke: Wanted!, Infogrames, 2001.
- Astérix: The Gallic War!, Infogrames, 2000.
- Lucky Luke : On the Dalton's Trail, Infogrames, 1998.
- The Adventures of Tintin : Prisoners of the Sun, Infogrames, 1996.
- Astérix et Obélix, Infogrames, 1996.
- Spirou, Infogrames, 1995.